# Phil Plait
Philip Cary Plait (Washington, 30 settembre 1964) è un astronomo, divulgatore scientifico e blogger statunitense.
Soprannominato The Bad Astronomer, ha lavorato al dipartimento di fisica e astronomia alla Sonoma State University. Nel 2007, ha rassegnato le dimissioni per scrivere il libro Death from the Skies. Il 4 agosto 2008, è diventato presidente della James Randi Educational Foundation, posizione che ha mantenuto fino al 1º gennaio 2010, quando gli è succeduto D. J. Grothe. Gestisce il sito web BadAstronomy.com.

## Biografia

### Infanzia ed istruzione
Cresciuto a Washington, si è laureato all'Università del Michigan e ha poi ricevuto il Ph.D. in astronomia alla University of Virginia nel 1994 con una tesi sulla supernova SN 1987A.
Ha inizialmente lavorato con il satellite COBE e successivamente ha lavorato allo spettrografo sul Telescopio Spaziale Hubble. Risiede a Boulder (Colorado).

### Carriera

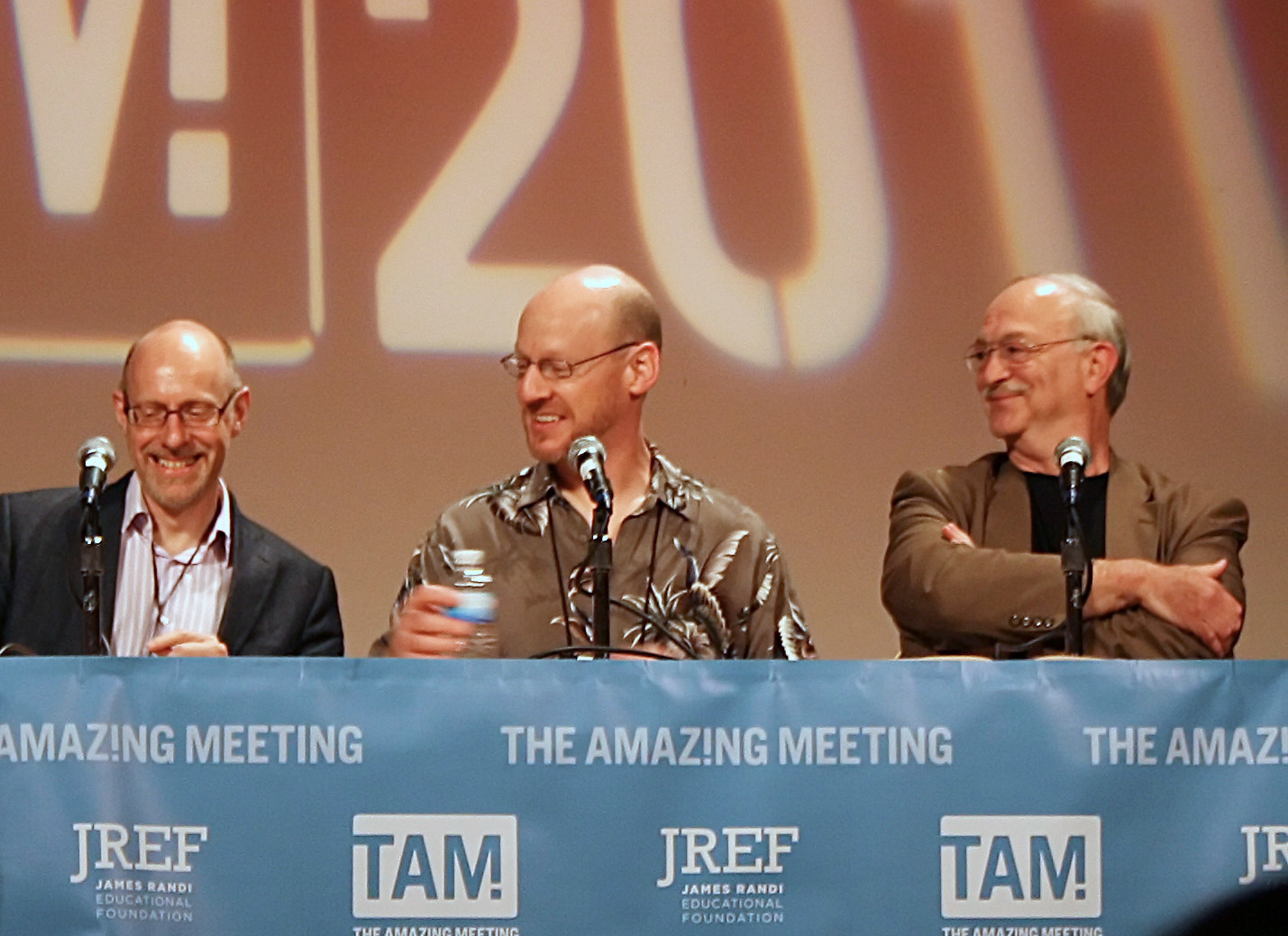
Phil Plait (al centro)

Plait ha effettuato attività di divulgazione scientifica attraverso il web per Telescopio a raggi gamma Fermi e al tre missioni NASA mentre era alla Sonoma State University dal 2000 al 2007.
Prima, durante gli anni novanta, fece parte del team della NASA al Goddard Space Flight Center che si occupò del Telescopio Spaziale Hubblel.
Plait ha diverse apparizioni in TV e siti web quali Space.com. È anche apparso in due episodi di Penn & Teller: Bullshit!.
Nella terza stagione ha fatto obiezioni alle teorie del complotto lunare mentre nella settima stagione ha criticato l'astrologia.
I suoi lavori sono apparsi anche su Encyclopædia Britannica Yearbook of Science and the Future e la rivista Astronomy. Plait è anche un frequente ospite della trasmissione radio dell'Instituto SETI Are We Alone?.
Il suo primo libro, Bad Astronomy: Misconceptions and Misuses Revealed, from Astrology to the Moon Landing "Hoax" tratta sostanzialmente gli stessi argomenti del suo sito web. Il suo secondo libro pubblicato nel 2008, Death from the Skies, descrive gli eventi astronomici che potrebbero causare l'estinzione della vita sulla Terra.

### Badastronomy.com

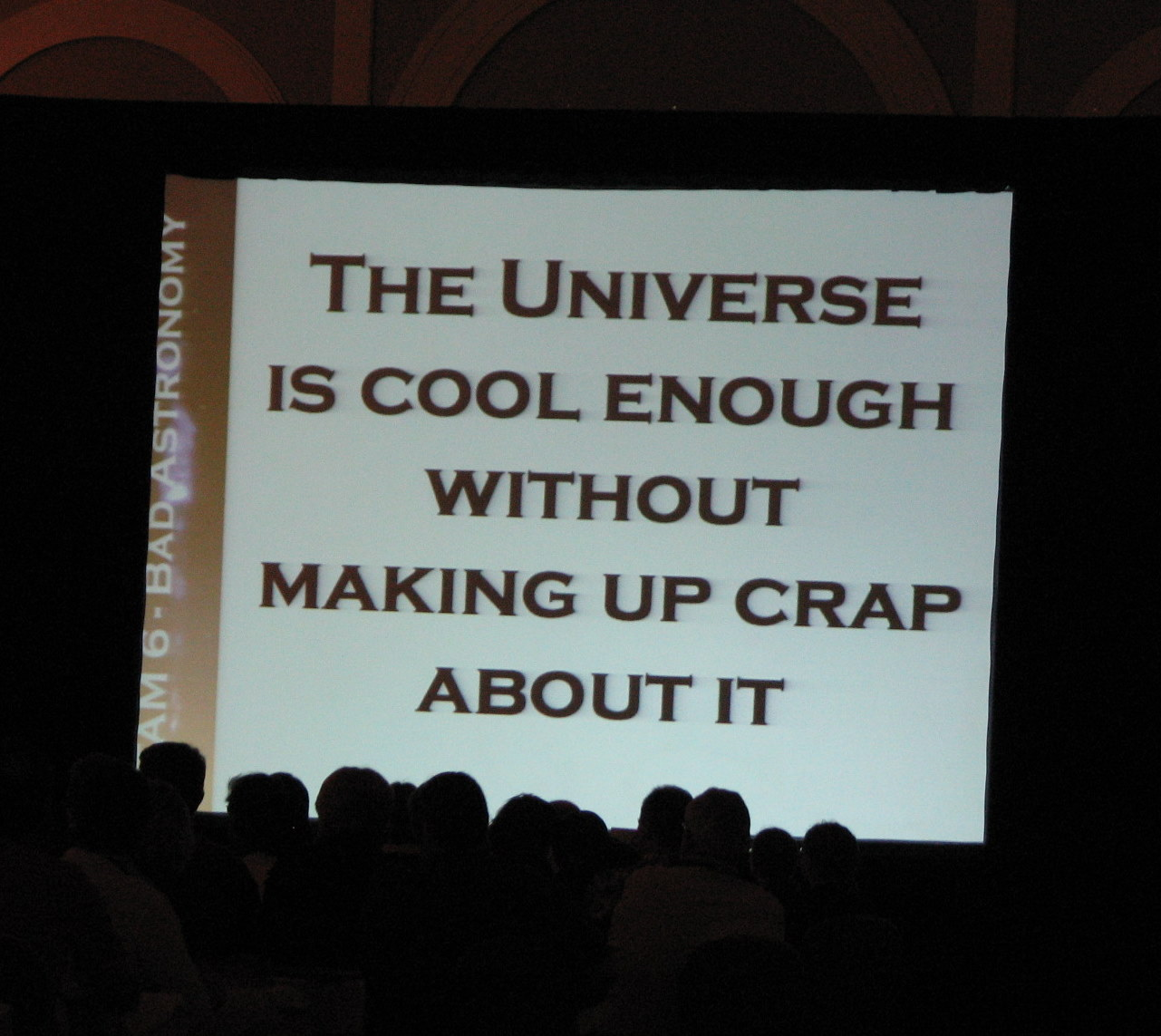
Ultima slide della presentazione di Plait al JREF's TAM6 The Amazing Meeting convention

Badastronomy.com è un sito web dedicato a chiarire errate credenze circa astronomia e scienza spaziale in film, notizie, stampa e Internet.
Plait si occupa anche di smentire teorie pseudoscientifiche come Nibiru e le teorie del complotto lunare.
Plait scrisse occasionalmente di argomenti scientifici per The Huffington Post, anche se ora se ne dice "imbarazzato" e ne critica in particolare la posizione su anti-vaccinazioni e fantascienza New Age. L'astronoma Michelle Thaller ha descritto Badastronomy.com, così come i libri e i saggi di Plait titolati Bad Astronomy come "un servizio monumentale alla comunità spazio-scientifica.
Nel marzo 2006 la rivista Science ha lodato il sito web Bad Astronomy, con particolare riferimento al Blog Bad Astronomy che Plait ha iniziato nel marzo 2005.
Bad Astronomy ha vinto il premio di miglior blog scientifico nel 2007 Weblog Awards ed è stato nominato dalla rivista Time.com tra i migliori 25 blog del 2009.

## Vita privata
Plait è sposato e ha una figlia.

## Omaggi
- Gli è stato intitolato l'asteroide 165347 Philplait.[9][10]

## Libri
- Philip Plait, Death from the Skies!: These are the Ways the World Will End, Viking Press, 2008, ISBN 978-0-670-01997-7.
- Philip Plait, Bad Astronomy: Misconceptions and Misuses Revealed, from Astrology to the Moon Landing "Hoax", John Wiley & Sons, 2002, ISBN 0-471-40976-6.